# コニャック (コミューン)
コニャック (Cognac) はフランスのシャラント県にある町（コミューン）。この町の住民はコニャセ（Cognaçais）と呼ばれる。
2012年にフランス文化・通信省から「芸術と歴史の街」の称号を授与された。

## 地理
コニャックはアングレームとサントの間を流れるシャラント川の両岸に跨って広がっているが、市域の大部分が左岸に集中している。一方で右岸はサン・ジャック（聖ヤコブ）地区と呼ばれることで有名である。
またコニャックはサンティアゴ・デ・コンポステーラの巡礼路の途中に位置する。

## 歴史
9世紀以降、コニャックは要塞として防備が固められていた。百年戦争の期間中、コニャックは周辺の地域を巡る戦闘と条約で、その支配権が幾度となくフランスとイギリスとの間で奪い合われた。
フランソワ1世は出生地であるコニャックの町に対して、シャラント川沿岸での塩の交易権を与え、これによってコニャックは経済的に繁栄し、その後ワインやブランデー生産地の中心として発展していくことになる。

## 観光地
- 旧市街

中世の街並みを残したヴュー・コニャック（"Vieux Cognac"）地区はシャラント川沿いにトゥール・サン＝ジャックからサン＝レジェ教会まで伸びている。この地域には丸石を敷いた狭い通りが走り、15世紀から18世紀の間に建てられた多くの貴重な建物が並んでいる。これらの建物の壁面は豪華に装飾されており、ガーゴイルや、フランソワ1世のシンボルであるサラマンダーが彫られている。
- シャトー・デ・ヴァロワ(別名コニャック城（フランス語版）) - 中世期の交易拠点
- サン＝レジェ教会
- 美術・歴史博物館
- コニャック美術館
- サン＝ゴバンのガラス・樽工芸

上記のほか、ロマネスク様式の古城や教会が数多く点在している。

## コニャック
フランス産ブランデー、オー・ド・ヴィーのうち、厳格な基準に適合したものに「コニャック」の名前が付けられ、世界的に知られている。コニャックの名前を持つ酒類は、コニャック周辺の特定の地域で生産されなければならないとされており、またコニャックと名づけられるには厳格な基準を満たさなければならない。

## 経済
コニャック周辺の経済はブランデー生産によるところが大きい。代表的な企業としてはレミーマルタンが本社をおいている。
コニャック生産以外にも関連して以下のような産業が集まっている。
- 農業機械の製造
- 瓶詰め、貯蔵、ラベル貼り付け
- 肥料生産などの農業関連製品の製造
- 蒸留器、タンクなどの蒸留関連製品の製造
- 樽の作成
- ガラス製造 - サン＝バレン・グループの瓶製造工場が立地している
- コルク生産
- ラベルや広告の印刷
- 梱包
- 運送

農地はワイン製造には適しておらず、これはこの地域が低地で晩霜害が起こりやすいためである。そのため穀物の栽培が行われている。近年、ワイン製造者の間でヴァン・ド・ペイ・シャレンテ（vin de pays charentais）というテーブルワインを、異なる品種のブドウを使い、コニャックと同じ製造法で造ることが増えている。これは主作物の生育の見通しがはっきりしないため、その影響を抑制するために行われている。
このほかにも観光産業も大きく発展してきている。

## 他
フランス空軍の第709コニャック＝シャトーベルナール空軍基地にある空軍飛行学校ではパイロットの育成を行っている。

## 人口
- 1962年 - 20,798人
- 1968年 - 22,062人
- 1975年 - 22,237人
- 1982年 - 20,660人
- 1990年 - 19,528人
- 1999年 - 19,579人

## ゆかりある人物
- フランソワ1世 - 1494年生まれ。フランス国王（1515年 - 1547年）。コニャックの中心広場にはフランソワ1世の名前が付けられ、その中心には馬の背に跨り敵に勝利した姿を残す像が立っている。
- オクタヴィアン・ドゥ・サン＝ジュレ - 1468年生まれ。詩人。
- ポール・エミール・ルコック・ド・ボアボードラン - 1838年生まれ。1875年にガリウムを、1878年にサマリウムを発見する。
- ジャン・モネ - 1888年生まれ。欧州統合の父と呼ばれる。
- ルイ・ドラージュ - 1874年生まれ。自動車会社創始者。
- クロード・ブーシェ - ガラス職人。1880年ごろにガラスのブローイング・マシンを発明した当時、コニャックで生活していた。ブーシェの発明により口から息をガラスに吹き込んでいく必要がなくなり、ガラス瓶製造の近代工業化が進んだ。発明時の機械は現在でも博物館に置かれている。
- アヌーク・エーメ - 女優。若年期の一時、コニャック近郊バルブジュー＝サン＝ティレールで育った。

## スポーツ
- USコニャック - コニャックに本拠を置くプロラグビーチーム
- ツール・ド・フランス2007の第19ステージのスタート地

## 姉妹都市
- アメリカ合衆国 デニソン
- ドイツ ケーニヒスヴィンター
- イギリス パース
- スペイン バルデペーニャス